# Victoires de la musique classique
Die Victoires de la musique classique sind französische Musikpreise, die jedes Jahr an Künstler aus der Welt der klassischen Musik verliehen werden.
Die seit 1985 vergebenen Victoires de la musique betrafen zunächst sowohl klassische Musik als auch Varieté, Jazz und sogar Comedy-Shows. 1994 wurde für die klassische Musik mit der Gründung der Victoires de la musique classique eine eigene Preisverleihung geschaffen, die auch den Jazz mit einbezog, bis 2002 die Victoires du jazz geschaffen wurden.
Die folgende Liste enthält alle Auszeichnungen für klassische Musik, einschließlich derjenigen, die von 1986 bis 1993 im Rahmen der Victoires de la musique verliehen wurden und ohne die Kategorien, die dem Jazz gewidmet sind.

## Preisträger

### Opernkünstler des Jahres (Artiste lyrique de l'année)
- 1986 Barbara Hendricks, Sopran
- 1988 Barbara Hendricks, Sopran
- 1992 Barbara Hendricks, Sopran
- 1993 José van Dam, Sopran
- 1994 Françoise Pollet, Sopran
- 1995 Natalie Dessay, Sopran
- 1996 Natalie Dessay, Sopran
- 1997 Roberto Alagna, Tenor
- 1998 Natalie Dessay, Sopran
- 1999 Véronique Gens, Sopran
- 2000 Natalie Dessay, Sopran
- 2001 Patricia Petibon, Sopran
- 2002 Natalie Dessay, Sopran

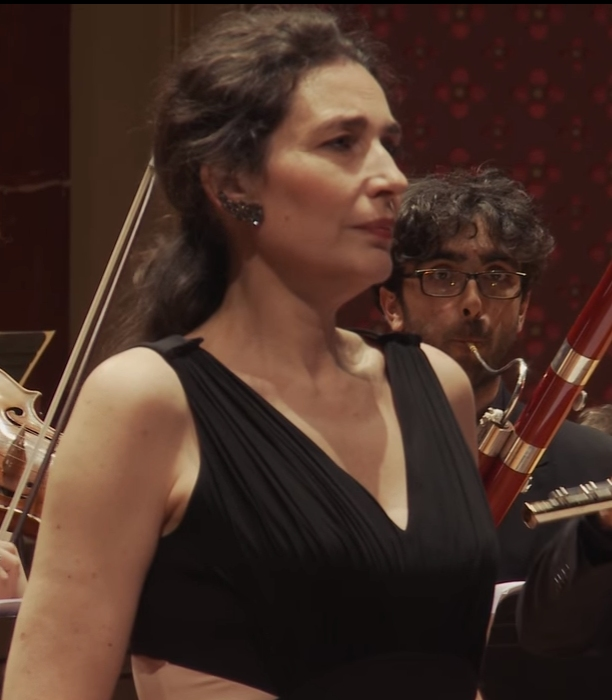
Véronique Gens 2015

- 2003 Mireille Delunsch, Sopran und Patricia Petibon, Sopran
- 2004 Roberto Alagna, Tenor
- 2005 Natalie Dessay, Sopran
- 2006 Ludovic Tézier, Bariton
- 2007 Philippe Jaroussky, Kontertenor
- 2008 Rolando Villazón, Tenor
- 2009 Sandrine Piau, Sopran
- 2010 Philippe Jaroussky, Kontertenor
- 2011 Karine Deshayes, Mezzosopran
- 2012 Stéphane Degout, Bariton
- 2013 Ludovic Tézier, Bariton
- 2014 Julie Fuchs, Sopran
- 2015 Sabine Devieilhe, Sopran
- 2016 Karine Deshayes, Mezzosopran
- 2017 Marianne Crebassa, Mezzosopran
- 2018 Sabine Devieilhe, Sopran
- 2019 Stéphane Degout, Bariton
- 2020 Benjamin Bernheim, Tenor und Karine Deshayes, Mezzosopran
- 2021 Julie Fuchs, Sopran
- 2022 Ludovic Tézier, Bariton
- 2023 Marina Viotti, Mezzosopran
- 2024 Benjamin Bernheim, Tenor
- 2025 Lucile Richardot, Mezzosopran

### Neuentdeckung Opernküntler (Révélation artiste lyrique)
- 1998 Patricia Petibon, Sopran

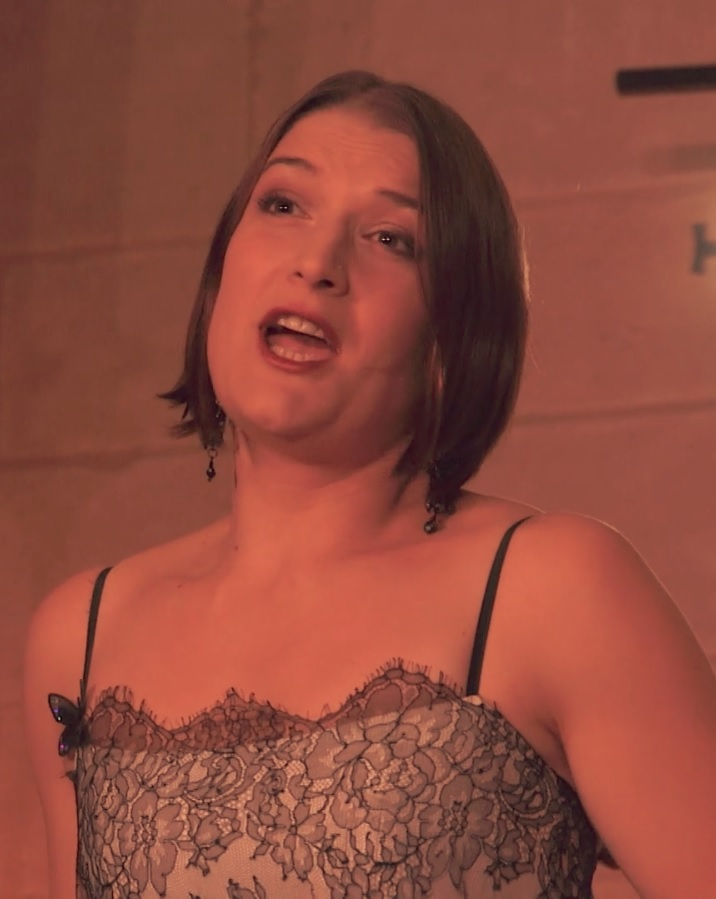
Isabelle Druet 2012

- 2002 Stéphanie d’Oustrac, Mezzosopran
- 2003 Salomé Haller, Sopran
- 2004 Philippe Jaroussky, Kontertenor
- 2005 Ingrid Perruche, Sopran
- 2006 Nathalie Manfrino, Sopran
- 2007 Jean-Luc Ballestra, Bariton
- 2008 Thomas Dolié, Bariton
- 2009 Karen Vourc'h, Sopran
- 2010 Isabelle Druet, Mezzosopran
- 2011 Clémentine Margaine, Mezzosopran
- 2012 Julie Fuchs, Sopran
- 2013 Sabine Devieilhe, Sopran
- 2014 Stanislas de Barbeyrac, Tenor
- 2015 Cyrille Dubois, Tenor
- 2016 Elsa Dreisig, Sopran
- 2017 Lea Desandre, Mezzosopran
- 2018 Eva Zaïcik, Mezzosopran
- 2019 Éléonore Pancrazi, Mezzosopran
- 2020 Marie Perbost, Sopran
- 2021 Marie-Laure Garnier, Sopran
- 2022 Eugénie Joneau, Mezzosopran
- 2023 Alexandra Marcellier, Sopran
- 2024 Juliette Mey, Mezzosopran
- 2025 Julie Roset, Sopran

### Instrumentalkünstler des Jahres (Soliste instrumental de l'année)

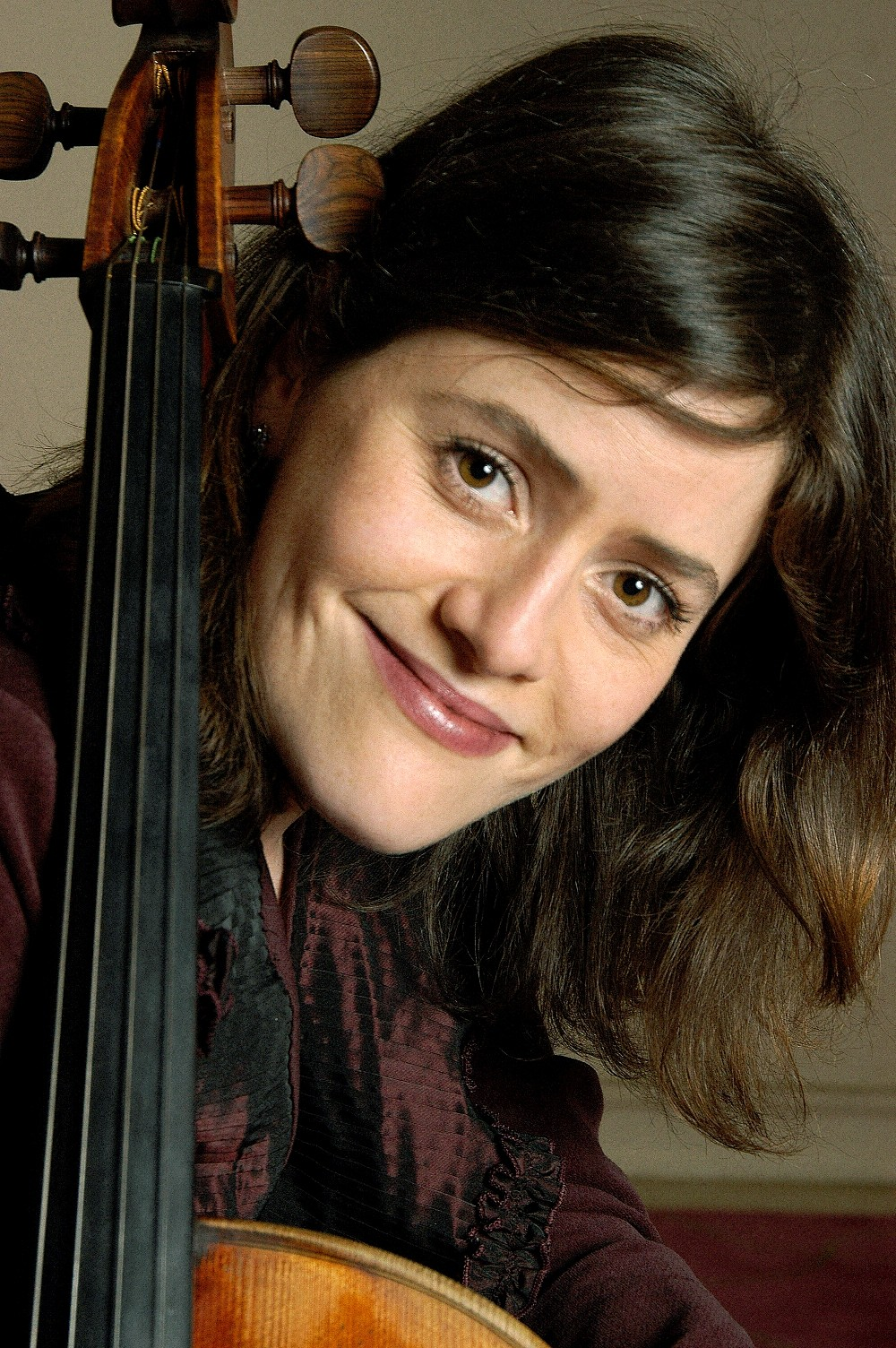
Emmanuelle Bertrand

- 1986 Katia und Marielle Labèque, Klavier
- 1987 Maurice André, Trompete
- 1988 Jean-Philippe Collard, Klavier
- 1990 Anne Queffélec, Klavier
- 1991 Régis Pasquier, Violine
- 1992 Jean-Pierre Rampal, Flöte
- 1993 Jordi Savall, Viola
- 1994 Catherine Collard, Klavier
- 1995 Patrice Fontanarosa, Violine
- 1996 François-René Duchâble, Klavier
- 1997 François-René Duchâble, Klavier
- 1998 Emmanuel Pahud, Flöte
- 1999 François-René Duchâble, Klavier
- 2000 Hélène Grimaud, Klavier
- 2001 Roger Muraro, Klavier
- 2002 Laurent Korcia, Violine
- 2003 Nelson Freire, Klavier
- 2004 David Guerrier, Trompete
- 2005 Renaud Capuçon, Violine
- 2006 Anne Gastinel, Cello
- 2007 David Guerrier, Trompete
- 2008 Jean-Guihen Queyras, Cello
- 2009 Pierre-Laurent Aimard, Klavier
- 2010 David Fray, Klavier
- 2011 Bertrand Chamayou, Klavier
- 2012 Alexandre Tharaud, Klavier
- 2013 Nicholas Angelich, Klavier
- 2014 Nemanja Radulović, Violine
- 2015 Edgar Moreau, Cello
- 2016 Bertrand Chamayou, Klavier
- 2017 Adam Laloum, Klavier
- 2018 Victor Julien-Laferrière, Cello
- 2019 Nicholas Angelich, Klavier
- 2020 Alexandre Kantorow, Klavier
- 2021 Alexandre Tharaud, Klavier
- 2022 Emmanuelle Bertrand, Cello und Sol Gabetta, Cello
- 2023 Bertrand Chamayou, Klavier
- 2024 Alexandre Kantorow, Klavier
- 2025 Lucile Boulanger, Gambistin

### Neuentdeckung Instrumentalkünstler des Jahres (Révélation soliste instrumental de l'année)
- 1994 Anne Gastinel, Cello
- 1995 Marie-Josèphe Jude, Klavier
- 1996 Isabelle Moretti, Harfe
- 1997 Claire Désert, Klavier

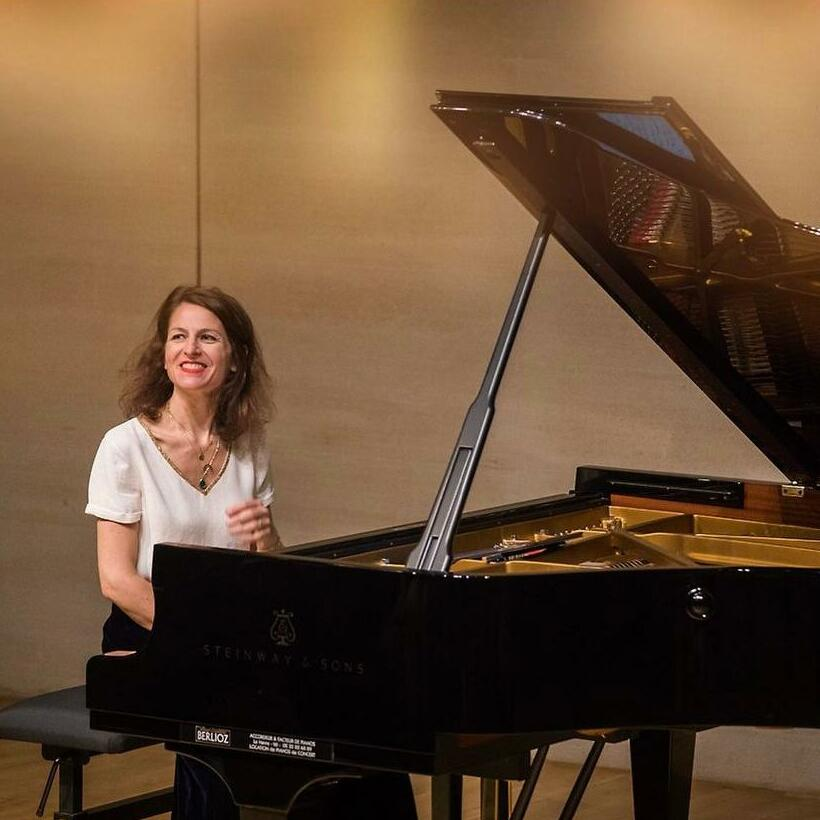
Vanessa Wagner

- 1998 Claire-Marie Le Guay, Klavier
- 1999 Vanessa Wagner, Klavier
- 2000 Renaud Capuçon, Violine
- 2001 Gautier Capuçon, Cello
- 2002 Emmanuelle Bertrand, Cello
- 2003 Ophélie Gaillard, Cello
- 2004 Emmanuel Rossfelder, Gitarre
- 2005 Pascal Amoyel, Klavier
- 2006 Bertrand Chamayou, Klavier
- 2007 Antoine Tamestit, Bratsche
- 2008 David Greilsammer, Klavier
- 2009 Romain Leleu, Trompete
- 2010 David Kadouch, Klavier
- 2011 Fabrice Millischer, Posaune
- 2012 Thomas Leleu, Tuba
- 2013 Edgar Moreau, Cello
- 2014 Adrien La Marca, Bratsche
- 2015 Jean Rondeau, Cembalo
- 2016 Lucienne Renaudin Vary, Trompete
- 2017 Adélaïde Ferrière, Marimba
- 2018 Bruno Philippe, Cello
- 2019 Thibaut Garcia, Gitarre
- 2020 Gabriel Pidoux, Oboe
- 2021 Aurélien Gignoux, Schlaginstrument
- 2022 Manon Galy, Violine
- 2023 Aurélien Pascal, Cello
- 2024 Salomé Gasselin, Viola da gamba
- 2025 Lorraine Campet, Kontrabass

### Internationale Neuentdeckung des Jahres (Révélation internationale de l'année)
- 2002 Alexei Ogrintchouk, Oboe
- 2003 Rolando Villazón, Tenor
- 2004 Tatjana Vassilieva, Cello
- 2005 Nemanja Radulovic, Violine
- 2006 Marcela Roggeri, Klavier

### Dirigent des Jahres (Chef d'orchestre de l'année)
- 1994 Michel Plasson
- 1995 Myung-Whun Chung
- 1996 Michel Plasson
- 1997 Georges Prêtre

### Neuentdeckung Dirigent des Jahres (Révélation chef d'orchestre)
- 2022 Pierre Dumoussaud
- 2023 Victor Jacob und Lucie Leguay
- 2024 Marie Jacquot
- 2025 Simon Proust

### Kammermusikorchester des Jahres (Formation de musique de chambre de l'année)
- 1994 Quatuor Ravel
- 1995 Gérard Caussé und François-René Duchâble
- 1996 Quatuor Debussy
- 2000 Trio Wanderer
- 2009 Trio Wanderer

### Instrumentalensemble des Jahres (Ensemble instrumental de l'année)
- 1985 Orchestre de Paris unter der Leitung von Daniel Barenboim
- 1993 Orchestre National du Capitole de Toulouse unter der Leitung von Michel Plasson
- 1994 Orchestre philharmonique de Radio France unter der Leitung von Marek Janowski
- 1995 Ensemble baroque de Limoges unter der Leitung von Christophe Coin
- 2000 Chœur Vittoria|Chœur régional Vittoria d’Ile de France unter der Leitung von Michel Piquemal
- 2003 Le Concert d’Astrée unter der Leitung von Emmanuelle Haïm
- 2004 Ensemble orchestral de Paris unter der Leitung von John Nelson

### Vokalensemble des Jahres (Ensemble vocal de l'année)
- 1994 A Sei Voci
- 1997 Chœur de Radio France unter der Leitung von François Polgár, pour l’enregistrement du Gloria de Francis Poulenc
- 2002 Chœur de chambre Accentus unter der Leitung von Laurence Equilbey
- 2005 Chœur de chambre Accentus unter der Leitung von Laurence Equilbey
- 2006 Chœur de chambre Les Éléments unter der Leitung von Joël Suhubiette
- 2007 Musicatreize unter der Leitung von Roland Hayrabedian
- 2008 Chœur de chambre Accentus unter der Leitung von Laurence Equilbey

### Komponist des Jahres (Compositeur de l'année)

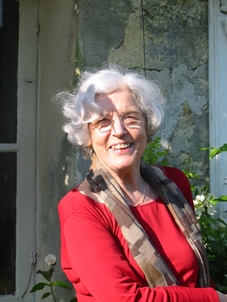
Betsy Jolas

- 2000 Bernard Cavanna, Concerto pour Violine
- 2002 Pascal Dusapin
- 2003 Thierry Escaich
- 2004 Éric Tanguy
- 2005 Philippe Hersant
- 2006 Thierry Escaich
- 2008 Éric Tanguy
- 2009 Bruno Mantovani
- 2010 Philippe Hersant
- 2011 Thierry Escaich, Alleluias pro amni tempore
- 2012 Philippe Manoury, La nuit de Gutenberg
- 2013 Karol Beffa
- 2014 Richard Galliano, Fables of Tuba
- 2015 Guillaume Connesson, Cythère
- 2016 Philippe Hersant
- 2017 Thierry Escaich
- 2018 Karol Beffa, Le Bateau ivre
- 2019 Guillaume Connesson, Les Horizons perdus
- 2020 Camille Pépin, The Sound of Trees
- 2021 Betsy Jolas, Topeng
- 2022 Kaija Saariaho, Innocence
- 2023 Fabien Waksman, L'Île du temps
- 2024 Florentine Mulsant, Le Chant du Soleil
- 2025 Régis Campo für Dancefloor with Pulsing

### Schöpfung des Jahres (Création de l'année)
- 1985 Répons von Pierre Boulez
- 1986 Concerto pour Violine et orchestre von Henri Dutilleux
- 1987 Les Pléiades von Iannis Xenakis
- 1988 La 10e Symphonie de Beethoven von Pierre Henry
- 1990 La Création du monde de Bernard Parmegiani
- 1991 Concerto pour cor, orgue de barbarie, saxophone, trombone von Marius Constant
- 1992 Mystères de l'instant von Henri Dutilleux
- 1993 Llanto Por Ignacio Sanchez Mejias und Avoaha von Maurice Ohana
- 1994 Œuvre pour Gitarre dix cordes von Maurice Ohana
- 1995 Musique de chambre von Henri Dutilleux
- 2001 Kientzy loops von Tom Johnson
- 2007 Faustus, the Last Night von Pascal Dusapin

### Konzert oder Opernaufführung des Jahres (Concert de musique classique ou représentation d'opéra de l'année)
- 1992 Lulu von Alban Berg am Théâtre du Châtelet

### Gesangsdarbietung des Jahres (Représentation lyrique de l'année)
- 1995 Lady Macbeth von Mzensk von Schostakowitsch gespielt von Maria Ewing, Aage Haugland, Sergeï Larin, Kurt Moll, Orchestre et Chœurs de l'Opéra Bastille, unter der Leitung von Myung-Whun Chung

### Internationaler Beitrag zur französischen Musik des Jahres (Contribution internationale à la musique française de l'année)
- 1994 José van Dam
- 1995 John Eliot Gardiner

### Ballettproduktion des Jahres (Production chorégraphique en France de l'année)
- 1995 Le mandarin merveilleux, Maurice Béjart
- 1998 Signes, Carolyn Carlson

### Aufnahme (Enregistrement)
- 2022 Cris, Thierry Escaich - Chœur et maîtrise de Radio France, Orchestre philharmonique de Radio France, Solistes de l'Orchestre national de France, Mikko Franck, Radio France
- 2023 Johann Sebastian Bach, Matthäus-Passion, Ensemble Pygmalion unter der Leitung von Raphaël Pichon
- 2024 Nicholas Angelich, Hommage
- 2025 George Benjamin, Picture a day like this

### Französische Aufnahme klassischer Musik des Jahres (Enregistrement français de musique classique de l'année)
- 1986 Préludes von Claude Debussy gespielt von Alain Planès
- 1987 Intégrale des œuvres pour Klavier von Erik Satie gespielt von Aldo Ciccolini und Gabriel Tacchino
- 1988 Prélude à l’après-midi d’un faune von Claude Debussy, Der Zauberlehrling von Paul Dukas, Pavane pour une défunte von Maurice Ravel und Gymnopédies 1,3 von Erik Satie gespielt vom Orchestre national de France unter der Leitung von Georges Prêtre
- 1990 Carmen von Georges Bizet gespielt vom Orchestre national de France, chœurs et maîtrise de Radio France, unter der Leitung von Seiji Ozawa, mit Jessye Norman
- 1991 L'Intégrale de l'œuvre pour orchestre von Maurice Ravel gespielt vom Cleveland Orchestra und den New Yorker Philharmonikern unter der Leitung von Pierre Boulez
- 1992 Streichquartett G-Dur KV 387 (1782) 1. Haydn-Quartett von Mozart gespielt von Quatuor Mosaïques
- 1993 Motezuma von Vivaldi gespielt von La Grande Écurie et la Chambre du Roy unter der Leitung von Jean-Claude Malgoire
- 1994 Dialogues des Carmélites (Poulenc) mit Catherine Dubosc, Rita Gorr, José van Dam, Orchestre de l’Opéra national de Lyon, unter der Leitung von Kent Nagano
- 1995 Éclair sur l'au-delà (Messiaen) gespielt vom Orchestre de l'Opéra Bastille, unter der Leitung von Myung-Whun Chung
- 1996 Intégrale de la musique sacrée von Maurice Duruflé, unter der Leitung von Michel Piquemal
- 1998 Le roi David von Arthur Honegger, gespielt vom Chœur Vittoria|Chœur régional Vittoria d’Île-de-France, Jacques Martin (Rezitator), Christine Fersen (Rezitatorin), Danielle Borst, Marie-Ange Todorovitch, Gilles Ragon, Orchestre de la Cité, unter der Leitung von Michel Piquemal
- 1999 Lakmé (Delibes) mit Natalie Dessay, Gregory Kunde, José van Dam, Orchestre National du Capitole de Toulouse unter der Leitung von Michel Plasson
- 2002 Italian Arias (Gluck) mit Cecilia Bartoli, Akademie für Alte Musik Berlin
- 2003 Pelléas et Mélisande (Debussy) mit Anne-Sofie von Otter, Wolfgang Holzmair, Laurent Naouri, Orchestre national de France unter der Leitung von Bernard Haitink
- 2004 Carmen (Bizet) mit Angela Gheorghiu, Roberto Alagna, Les Éléments, Orchestre National du Capitole de Toulouse unter der Leitung von Michel Plasson
- 2005 Beethoven-Sonaten Nrn. 2, 4 und 5 für Cello und Klavier mit Anne Gastinel und François-Frédéric Guy
- 2006 Génération, Phonal, Feuermann, Ritratto concertante (Jean-Louis Agobet) gespielt von Michel Portal, Paul Meyer, Alain Billard, Xavier Phillips, Alexander Paley, Orchestre philharmonique de Strasbourg, unter der Leitung von François-Xavier Roth
- 2008 Carestini, histoire d'un castrat, gespielt von Philippe Jaroussky, Le Concert d’Astrée, unter der Leitung von Emmanuelle Haim
- 2009 Lamenti, mit Natalie Dessay, Rolando Villazón, Joyce DiDonato, Patrizia Ciofi, Philippe Jaroussky, Laurent Naouri, Marie-Nicole Lemieux, Véronique Gens, Christopher Purves, Topi Lehtipuu, Simon Wall und Le Concert d’Astrée, unter der Leitung von Emmanuelle Haïm
- 2010 Œuvres pour Klavier von Felix Mendelssohn Bartholdy für Klavier Broadwood 1840 gespielt von Cyril Huvé
- 2011 Concertos pour Klavier von Ravel, Pierre-Laurent Aimard, Cleveland Orchestra, unter der Leitung von Pierre Boulez
- 2012 Les Années de pèlerinage von Franz Liszt gespielt von Bertrand Chamayou
- 2013 Le Bœuf sur le toit gespielt von Alexandre Tharaud
- 2014 Correspondances von Henri Dutilleux mit Barbara Hannigan und dem l'Orchestre philharmonique de Radio France unter der Leitung von Esa-Pekka Salonen
- 2015 Köthener Trauermusik BWV 244a von Johann Sebastian Bach, Ensemble Pygmalion, unter der Leitung von Raphaël Pichon
- 2016 Daphnis et Chloé von Maurice Ravel - Orchestre et chœur de l'Opéra national de Paris, unter der Leitung von Philippe Jordan
- 2017 Burning Bright von Hugues Dufourt - Les Percussions de Strasbourg
- 2018 Mirages, airs d'opéra et mélodies, Sabine Devieilhe, Alexandre Tharaud, Les Siècles, unter der Leitung von François-Xavier Roth
- 2019 Les Troyens von Hector Berlioz mit Joyce DiDonato, Michael Spyres, Marie-Nicole Lemieux, Marianne Crebassa, Stanislas de Barbeyrac, Cyrille Dubois, Stéphane Degout, Nicolas Courjal und Jean Teitgen, Orchestre philharmonique de Strasbourg unter der Leitung von John Nelson, und der réunion de trois chœurs.
- 2020 Concertos pour Klavier Nrn. 3, 4 et 5 L’Égyptien von Camille Saint-Saëns gespielt von Alexandre Kantorow
- 2021 Beethoven, Around the world, quatuor Ébène.

### Opernaufnahme des Jahres (Enregistrement lyrique de l'année)
- 1994 Don Quichotte von Massenet mit Teresa Berganza, Alain Fondary, José van Dam und dem Orchestre National du Capitole de Toulouse, unter der Leitung von Michel Plasson

### Ausländische Aufnahme klassischer Musik des Jahres (Enregistrement étranger de musique classique de l'année)
- 1995 Violinkonzert Nr. 5 und Sinfonia concertante für Violine und Viola Es-Dur von Mozart gespielt von Régis Pasquier, Bruno Pasquier, Orchestre Philharmonique Royal de Liège und von der Communauté Française, unter der Leitung von Pierre Bartholomée
- 2007 Nocturnes von Chopin gespielt von Maurizio Pollini

### Aufnahme alter oder barocker Musik des Jahres (Enregistrement de musique ancienne ou baroque de l'année)
- 1994 Leçons de ténèbres (Charpentier), Il Seminario Musicale, unter der Leitung von Gérard Lesne
- 1995 Grands motets (Rameau), Les Arts Florissants, unter der Leitung von William Christie
- 2005 Orlando Furioso (Vivaldi), Ensemble Matheus, unter der Leitung von Jean-Christophe Spinosi

### DVD des Jahres (DVD de l'année)
- 2004 Les 5 Concertos pour Klavier de Beethoven, mit François-René Duchâble et l’Ensemble Orchestral de Paris, unter der Leitung von John Nelson
- 2005 Pas sur la bouche unter der Regie von Alain Resnais und unter der musikalischen Leitung von Bruno Fontaine
- 2006 La leçon de Musique von Jean-François Zygel
- 2007 La traviata von Verdi mit Rolando Villazón, Anna Netrebko, den Wiener Philharmonikern, unter der Leitung von Carlo Rizzi
- 2008 Jeanne au bûcher von Honegger, Orchestre national de Montpellier, unter der Leitung von Alain Altinoglu
- 2010 La petite renarde rusée von Janáček, Orchestre de l’Opéra national de Paris.

### Ehrenpreise (Victoires d'honneur)
- 2001 Orchestre national des Pays de la Loire
- 2002 Jordi Savall
- 2003 Jean-Claude Malgoire
- 2004 Jean-Claude Casadesus, Hélène Grimaud
- 2005 Philippe Bender et Orchestre régional de Cannes-Provence-Alpes-Côte d’Azur
- 2006 Anne-Sophie Mutter, Aldo Ciccolini, Michel Portal, Louis Bricard
- 2007 Katia und Marielle Labèque, Klavier
- 2008 Jewgeni Igorewitsch Kissin und das Orchestre National du Capitole de Toulouse
- 2010 Vadim Repin, Violine
- 2011 Brigitte Engerer, Klavier
- 2012 Renée Fleming, Sopran
- 2013 Orchestre national Bordeaux Aquitaine
- 2016 Menahem Pressler, Klavier
- 2017 Jonas Kaufmann, Tenor; Frédéric Lodéon, Cello und Moderator
- 2018 Angela Gheorghiu, Sopran
- 2019 Lang Lang, Klavier
- 2020 Anna Netrebko, Sopran; Philippe Jaroussky, Kontertenor
- 2021 Zwei Studenten des Conservatoire supérieur de musique de Lyon
- 2025 Natalie Dessay, Sopran